# Isabel Rubio Ricciolini
Isabel Rubio Ricciolini (Lisboa, 28 de dezembro de 1792 — Rio de Janeiro, 12 de dezembro de 1846) foi uma soprano e atriz hispano-portuguesa, pioneira da ópera na América do Sul.

## Biografia
Filha do espanhol Juan Antonio Rubio, natural de Zaragoza, e da sevilhana Juana Rodriguez, Isabel casou-se com o baixo-barítono florentino Gaetano Ricciolini em 1811, em Lisboa. O casal emigrou em 1817 para o Brasil, onde passou a integrar a companhia de ópera italiana do Real Teatro de São João (atual Teatro João Caetano), no Rio de Janeiro. Em agosto de 1823, Isabel Ricciolini esteve entre os fundadores dos "Acadêmicos Filarmônicos", primeira associação para a realização regular de concertos de música no Rio de Janeiro.

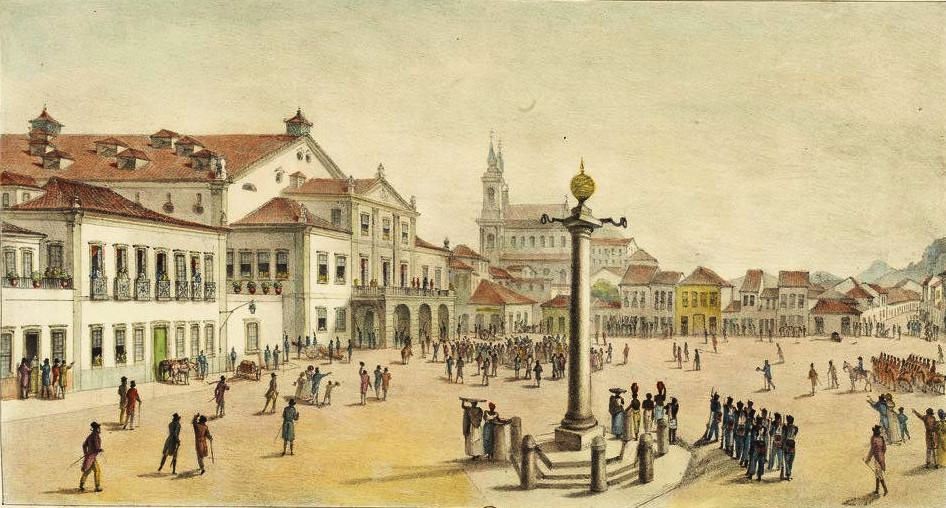
Vista do Teatro Real de São João, atual João Caetano, palco de algumas montagens de Isabel Ricciolini. Pintura de Jean Baptiste Debret (cerca de 1834).

Com o incêndio do Real Teatro de São João em 25 de março de 1824, Isabel Ricciolini e seu marido transferiram-se para Buenos Aires. Afastada dos palcos por conta do nascimento de seu filho Miguel Cândido da Trindade, em maio de 1825, Isabel retomou a atividade artística em 1827, cantando o papel de "Donna Elvira" na estreia argentina do “Don Giovanni” de Wolfgang Amadeus Mozart . Com a ascensão de Juan Manuel Rosas ao poder, o casal Ricciolini retornou ao Brasil.
De volta ao Rio de Janeiro em 1837, já afastada do canto lírico, Isabel associou-se à companhia dramática do ator João Caetano. Integrou o elenco de peças nos principais teatros do Rio de Janeiro até sua morte em dezembro de 1846, aos 53 anos de idade, vítima de malária.
Sua filha Clara Ricciolini foi um dos principais nomes da dança no Brasil nas décadas de 1840 a 1860.